# Syndicat sans frontières
Pour les articles homonymes, voir SSF.
Le Syndicat sans frontières (SsF) est un syndicat suisse.

## Historique
Fondé par Luis Cid, en 1990, il a pour objectif de conseiller et de défendre les travailleurs techniques, administratifs et de services de missions diplomatiques accrédités auprès de l'ONU à Genève, des ambassades et consulats, ainsi que du personnel de service des diplomates et fonctionnaires internationaux accrédités en Suisse.
Le SsF est syndicat libre qui n'appartient à aucun parti politique, à aucune Église. Le Ssf défend aussi les travailleurs migrants sans permis d'établissement et de travail en Suisse. 
L'adresse de l'organisation est : SsF, 10 av. Wendt, 1203 Genève.